# 叉唇对叶兰
叉唇对叶兰（学名：Neottia divaricata）为兰科鸟巢兰属下的一个种。